# Theope isia
Theope isia är en fjärilsart som beskrevs av Frederick DuCane Godman och Osbert Salvin 1878. Theope isia ingår i släktet Theope och familjen Riodinidae. Inga underarter finns listade i Catalogue of Life.